# Watching brief
Na Inglaterra, watching briefs (resumos de observação) são um processo contínuo projetado para garantir que os vestígios arqueológicos sejam identificados, investigados e registrados antes do desenvolvimento. Eles são realizados enquanto o trabalho de base (ou seja, valas de fundação e valas de utilidade) está em andamento. Este resumo estabelece os requisitos padrão para o contratante arqueológico que realizará este trabalho. Ele pode ser usado para obter orçamentos de contratantes arqueológicos (eles também precisarão de detalhes do desenvolvimento) e informará a preparação de um desenho do projeto (Esquema Escrito de Investigação), que deve ser acordado antes de iniciar o desenvolvimento.